# 博代博河
博代博河是俄羅斯的河流，屬於維季姆河的右支流，位於伊爾庫茨克州，河道全長90公里，流域面積約1,400平方公里，發源自帕托姆高原，河畔城鎮有博代博。